# Relaciones Camboya-Rusia

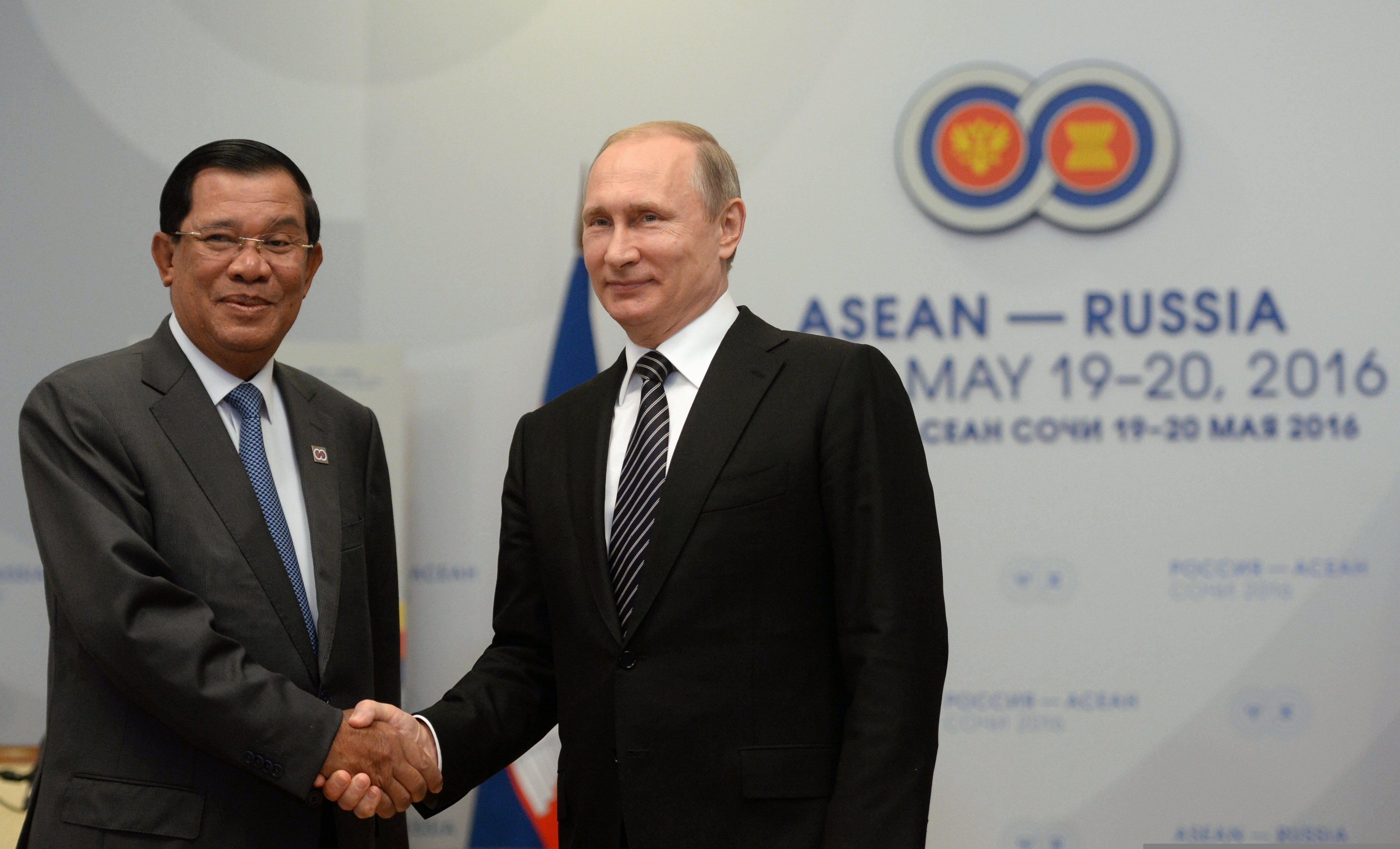
El primer ministro de Camboya, Hun Sen, con el presidente de Rusia Vladímir Putin el 19 de mayo de 2016.

Las relaciones Camboya-Rusia en ruso: Российско-камбоджийские отношения) refieren a las relaciones bilaterales entre Camboya y Rusia. Las relaciones entre ambos países son fuertes desde la era soviética. Rusia tiene una embajada en Nom Pen. Camboya tiene una embajada en Moscú. Ambos países son miembros de la Cumbre de Asia Oriental.

## Las relaciones actuales entre Camboya y Rusia
Después de la caída de la Unión soviética, las relaciones entre los dos países incrementaron en tensión bajo el mandato de Boris Yeltsin. Cuando Vladímir Putin subió al poder, mejoraron ya que ambos países se convirtieron en miembros de la Cumbre de Asia Oriental, lo cual contribuyó al incremento del comercio entre ambos.